# تفكير معاد للديمقراطية
التفكير المعادي للديمقراطية يشير إلى مناوأة الديمقراطية. ويرتبط التفكير المعادي للديمقراطية نموذجيًا، وليس دائمًا، بمعاداة المساواتية. ومن الشخصيات المهمة التي ارتبطت بالتفكير المعادي للديمقراطية، مارتن هايدغر وهوبير لاجارديل وتشارلز موراس وفريدرخ نيتشه وأفلاطون وكارل شميت وأوسفالد شبينغلر وإليعازر مناحم شاخ. وقد عادت مجموعة متنوعة من الأيديولوجيات والأنظمة السياسية الديمقراطية، من بينها الملكية المطلقة والأرستقراطية واللاسلطوية الجماعية والفاشية والولاية وأنماط من الاشتراكية والثيقراطية.

## الحجج المناهضة للديمقراطية

### رفض أفلاطون للديمقراطية الأثينية
رفض الفيلسوف الإغريقي أفلاطون الديمقراطية الأثينية على أساس أن مثل هذه الديمقراطيات كانت مجتمعات لاسلطوية لا تتمتع بالوحدة الداخلية، وأنها اتبعت غرائز المواطنين بدلاً من السعي وراء الصالح العام، وأن الديمقراطيات الكبرى غير قادرة على السماح لعدد كافٍ من مواطنيها بالتعبير عن آرائهم، وأن مثل هذه الديمقراطيات يديرها في العادة مجموعة من الأغبياء. وقد هاجم أفلاطون الديمقراطيات الأثينية لكونها مجتمعات مؤمنة بحرية الإرادة؛ حيث يعتقد خطأً أن الفوضوية هي الحرية. وأدى غياب الوحدة المتماسكة في الديمقراطية الأثينية إلى استنتاج أفلاطون أن هذا النوع من الديمقراطيات ليس أكثر من مجرد مجموعة من الأفراد تقيم في مكان مشترك وليس شكلاً من التنظيم السياسي. ونتيجة ذلك، اتهم أفلاطون هذه الديمقراطيات بالافتقار إلى القواعد باستثناء ما يراها المواطنون ملائمة، كما تفتقر إلى القيادة بسبب فكرة المساواة في الديمقراطية الأثينية. وادعى أفلاطون أنه في الديمقراطية الأثينية، نتج عن سعي الأفراد لتحقيق رغباتهم الخاصة الأنانية والصراع بدلاً من السعي وراء تحقيق الصالح العام. ونظرًا لحرية المواطنين في السعي وراء شغفهم، فقد ادعى أفلاطون أن القيادة الرشيدة كانت مستحيلة في الديمقراطية الأثينية؛ حيث لبى النواب المنتخبون رغبات المواطنين. ورأى أفلاطون أن أهمية صوت الفرد في الديمقراطية الأثينية تقل مع تزايد عدد سكان الديمقراطية.

### رأي نيتشه في الديمقراطية
رأى فريدريخ نيتشه، بوصفه معاديًا لـالمسيحية، أن الديمقراطية الغربية مرتبطة بها؛ حيث ادعى أن «الحركة الديمقراطية هي وريث المسيحية» واستهجن الرجل الديمقراطي لعدم قدرته بالفطرة على «الشعور بأي خجل من عدم القدرة على التسامي فوق» رغباته«لتلبية مجموعة من الاحتياجات التافهة عبر حساب المصلحة الشخصية على المدى الطويل». وادعى نيتشه أنه في الديمقراطية «[عندما] تتحد أعلى وأقوى غرائز الفرد مع شغفه، فإنها تدفعه بعيدًا عن المتوسط وعن وهدة ضمير الجماعة»، «يدرس المنظور الأخلاقي الآن مدى ضرر أحد الآراء أو الحالة الانفعالية أو الإرادة أو الموهبة من عدمه على المجتمع وعلى المساواة». «ينظر إلى الروحانية السامية والموجهة ذاتيًا والرغبة في العزلة، وحتى قوى الاستدلال العظيمة على أنها خطيرة». «الأخلاق في أوروبا اليوم هي أخلاق حيوانات القطيع».

### رأي موراس في الديمقراطية
ذكر عضو المجتمع الملكي لحركة العمل الفرنسي (Action Française) في قول مشهور أن «الديمقراطية هي الشر، الديمقراطية هي الموت». وأوضح مفهوم موراس عن الطبيعة السياسية إدراك وجود عدم مساواة بيولوجية حتمية، وبالتالي تدرجات طبيعية، وادعى أن الإنسان يتبع بالفطرة الجموع الاجتماعية، مثل الأسرة والمجتمع والدولة، فزعم أنه محتوم عليها الفشل إذا استندت إلى «أسطورة عدم المساواة» أو «الحرية المجردة». وانتقد موراس الديمقراطية لكونها «حكمًا بالأعداد»؛ حيث يكون الكم أهم من الكيف وتفضل الأسوأ على الأفضل. واستهجن موراس مبادئ الليبرالية كما وصفت في كتاب العقد الاجتماعي (The Social Contract) لـجان جاك روسو وفي إعلان حقوق الإنسان والمواطن باعتبارها قائمة على افتراض خاطئ عن الحرية وعن المساواة. وادعى أن النظام البرلماني يجعل المصلحة القومية أو الصالح العام أقل شانًا من المصالح الخاصة لأعضاء البرلمان؛ حيث تسود فقط المصالح القصيرة النظر الخاصة بالأفراد.

### رأي لاجارديل في الديمقراطية
ادعى النقابي الثوري الفرنسي هوبير لاجارديل أن النقابية الثورية الفرنسية ظهرت باعتبارها «رد فعل البروليتاريا ضد الديمقراطية» وزعم أنها كانت «الشكل الشائع لهيمنة البرجوازية». وناهض لاجارديل الديمقراطية بسبب شموليتها وآمن بضرورة فصل طبقة البروليتاريا عن البرجوازية؛ حيث إن الديمقراطية لم تميز الاختلافات الاجتماعية بينهما.

### رأي ميشال في الديمقراطية
شن العالم السياسي الألماني-الإيطالي روبرت ميشال هجومًا علميًا كبيرًا على أساس الديمقراطية، وقد طور ميشال النظرية العلمية السياسية السائدة القانون الحديدي للأوليجاركية في عام 1911. وجادل ميشال بأن الأوليجاركية (حكم الأقلية) حتمي مثل «القانون الحديدي» داخل أية مؤسسة، وذلك باعتباره جزءًا من «الضرورات التكتيكية والفنية» للمؤسسة، وفيما يخص الديمقراطية، فقد صرّح ميشال بأن: «التنظيم هو الذي يتسبب في هيمنة المنتخب على الناخب والمفوَضين على المفوِضين والممثِلين على الممثَلين. من يقول التنظيم، يقول الأوليجاركية» وأضاف قائلاً: «يسخر التطور التاريخي من كل المعايير الوقائية التي تم تبنيها لمنع الأوليجاركية.» وصرّح ميشال بأن هدف الديمقراطية الرسمي في القضاء على دور النخبة كان مستحيلاً، وأن الديمقراطية عبارة عن واجهة تجيز دور نخبة معينة، وأن دور هذه النخبة، التي يفضلها على الأوليجاركية، حتمي. وقد كان ميشال ماركسيًا من قبل، ولكنه انجذب إلى نقابية سوريل وإدوارد بيرث وأرتورو لابريولا وإنريكو ليون، وأصبح معارضًا للغاية للاشتراكية البرلمانية والشرعوية وبيروقراطية الديمقراطية الاشتراكية، وساند في المقابل اشتراكية النشطاء والمتطوعين والمعارضين للبرلمان. وسيصبح ميشال لاحقًا مؤيدًا للفاشية مع تولي موسوليني الحكم في عام 1922، وسينظر بعين التعاطف لهدف الفاشية المتعلق بتدمير الديمقراطية الليبرالية.

### رأي شاخ في الديمقراطية
روّج الحاخام والسياسي الإسرائيلي إليعازر مناحم شاخ لفكرة تبني القانون اليهودي ليكون الحكم الطبيعي لـاليهود واستنكر الديمقراطية، وادعى أن «الديمقراطية هي آلة الأكاذيب والأفكار المغلوطة والسعي وراء المصالح المحدودة والخداع - في مقابل حكم التوراة القائم على تحقيق الصدق المطلق». وانتقد شاخ الديمقراطية لعدم امتلاكها أهدافًا حقيقية، حيث قال «تتمحور الديمقراطية حول المال. فالفرد يفعل ما يطلبه منه الآخر سعيًا وراء تحقيق مصلحته، وحتى يحصل هو نفسه على ما يريد، والهدف العام للعملية هو حصول كل من الطرفين على ما يريد».

## وصلات خارجية متعلقة بالموضوع
- الديمقراطية في شمال إفريقيا بين الأنوقراطية والفكر المعادي للديمقراطية

- مقالة ديمقراطية على موسوعة ستانفورد للفلسفة (بالإنجليزية)
- مقالة عن الدولة المدنية وإشكالية تحرر الشعوب والديمقراطية من المنظومات الديكتاتورية
- الحوار المتمدن: عن إشكالية التحرر والديمقراطية في الدول المغاربية، ببساطة وتكرار توكيدي: علاقة الحرية هي علاقة حتمية بالدولة المدنية الديمقراطية الليبرالية العلمانية المعاصرة